# Уолнът Крийк
Уолнът Крийк (на английски: Walnut Creek, „Орехова рекичка“) е град в окръг Контра Коста, в района на залива на Сан Франциско, щата Калифорния, САЩ. Уолнът Крийк е с население от 69 773 души (по приблизителна оценка от 2017 г.). Общата площ на Уолнът Крийк е 51,60 кв. км (19,90 кв. мили).

## Личности
- Джейсън Нюстед, жител на града, бас китарист, бивш член на Металика.